# Saleh Tayseer
Saleh Tayseer (arabul صالح تيسير – Ṣāliḥ Taysīr, magyarosan Száleh Tajszír; Jordánia, 1958) palesztin származású magyarországi fogorvos és muszlim vezető. Ő volt az Iszlám Egyház elnöke 2012-es megszűnéséig és a Jótékonysági Békealapítvány elnöke.

## Pályafutása
Magyarországra ösztöndíjasként érkezett. Itt diplomázott fogorvosként, magyar felesége, és öt gyermeke van.
Saleh Tayseer akkor vált országosan ismertté 2004-ben, mikor bizonyítékok nélkül meggyanúsították azzal, hogy merényletet tervelt ki Móse Kacav izraeli elnök és egy közelebbről meg nem nevezett zsidó múzeum ellen. A rendőrségi archívumokból kiderült, hogy 1999-ben eljárás folyt Tayseer ellen közokirat-hamisítás miatt.
Saleh Tayseer mindvégig állította ártatlanságát, végül a terrorcselekménnyel gyanúsított palesztin származású fogorvos elleni eljárást megszüntette a Fővárosi Főügyészség, mivel nincs kellő bizonyíték a vádemeléshez - mondta Dobos Gabriella szóvivő. A fogorvos több mint két hónapot töltött előzetes letartóztatásban. Később Saleh Tayseer komoly kártérítésért perelte az államot.

## Vallási vezető
Saleh Tayseer az Iszlám Egyház Elnöke volt annak 2012. április 1-jei megszűnéséig.